# Gerhard Heerbach
Gerhard Heerbach (* 22. August 1923 in Berlin; † unbekannt) war ein deutscher Politiker und Funktionär der DDR-Blockpartei Demokratische Bauernpartei Deutschlands (DBD).

## Leben
Nach dem Besuch der Volksschule war Heerbach in der Landwirtschaft tätig und wurde nach Ausbruch des Zweiten Weltkrieges zur Wehrmacht einberufen. Gegen Kriegsende geriet er in Gefangenschaft. Nach dem Krieg kehrte er nach Berlin zurück. Er wohnte in Rangsdorf und wurde Hauptreferent im Ministerium für Land- und Forstwirtschaft in der DDR.
Von 1954 bis 1958 war er als Berliner Vertreter Mitglied der DBD-Fraktion der Volkskammer der DDR.